# Italienische Badmintonmeisterschaft 2016
Die Italienische Badmintonmeisterschaft 2016 fand vom 29. bis zum 31. Januar 2016 in Mailand statt.

## Medaillengewinner
| Disziplin    | Gold                             | Silber                         | Bronze                                      |
| ------------ | -------------------------------- | ------------------------------ | ------------------------------------------- |
| Herreneinzel | Rosario Maddaloni                | Matteo Bellucci                | Marco Mondavio                              |
| Herreneinzel | Rosario Maddaloni                | Matteo Bellucci                | Lukas Osele                                 |
| Dameneinzel  | Jeanine Cicognini                | Gloria Pirvanescu              | Monica Memoli                               |
| Dameneinzel  | Jeanine Cicognini                | Gloria Pirvanescu              | Claudia Gruber                              |
| Herrendoppel | Giovanni Greco Rosario Maddaloni | Lukas Osele Kevin Strobl       | Giacomo Battaglino Marco Mondavio           |
| Herrendoppel | Giovanni Greco Rosario Maddaloni | Lukas Osele Kevin Strobl       | Matteo Bellucci Fabio Caponio               |
| Damendoppel  | Claudia Gruber Gloria Pirvanescu | Monica Memoli Maria Luisa Mur  | Hanna Innerhofer Hannah Mair                |
| Damendoppel  | Claudia Gruber Gloria Pirvanescu | Monica Memoli Maria Luisa Mur  | Vittoria de Pasquale Margherita Manfrinetti |
| Mixed        | Fabio Caponio Sofia Giudici      | Markus Hofer Claudia Vorhauser | Manuel Batista Maria Luisa Mur              |
| Mixed        | Fabio Caponio Sofia Giudici      | Markus Hofer Claudia Vorhauser | Patrick Mattei Lisa Ortner                  |